# Sher-oo!
| Оценки критиков | Оценки критиков |
| Источник        | Оценка          |
| --------------- | --------------- |
| Allmusic        | [ 1 ]           |

Sher-oo! — третий студийный альбом британской певицы Силлы Блэк, выпущенный 6 апреля 1968 года на лейбле Parlophone Records. Альбому удалось достичь 7 места в UK Album Chart. Первоначально выпущенный в моно и в стерео версиях, альбом ни разу полноценно не издавался на CD.
Отдельно выпущенный сингл «Step Inside Love» занял 8 место в UK Singles Chart. В Латинских странах определённым успехом пользовалась её версия на итальянском языке — «M’Innamoro». Также «Step Inside Love» была главной музыкальной темой в варьете-шоу Силлы — Cilla (1-4 сезоны).
В 1970 годы альбом неоднократно переиздавался с различными обложками и под названием Step Inside Love на лейбле EMI Music For Pleasure (MFP).

## Переиздание
7 сентября 2009 года EMI Records выпустил специальное издание альбома, которое доступно только в формате цифрового скачивания. Данное переиздание включает в себя все оригинальные записи, ремастированные студией «Эбби-Роуд» с изначальных аудионосителей. Цифровой буклет переиздания, содержащий обложку альбома, трек-лист и редкие фотографии, доступен на сайте iTunes.

## Список композиций
Сторона 1
1. «What the World Needs Now is Love» (Берт Бакарак, Хэл Дэвид)
2. «Suddenly You Love Me» (Дэниел Пэйс, Марио Панзери, Лоренцо Пилат, Питер Калландер[англ.])
3. «This is the First Time» (Берт Бакарак, Хэл Дэвид)
4. «Follow the Path of the Stars» (Дуг Флэтт, Гай Флетчер[англ.])
5. «Misty Roses» (Тим Хардин)
6. «Take Me in Your Arms and Love Me» (Барретт Стронг, Роджер Пензабин[англ.], Корнелиус Грант[англ.])

Сторона 2
1. «Yo Yo[англ.]» (Джо Саут)
2. «Something's Gotten Hold of My Heart[англ.]» (Роджер Гринвэй[англ.], Роджер Кук[англ.])
3. «Step Inside Love» (Джон Леннон, Пол Маккартни)
4. «A Man and A Woman (Un Homme et Une Femme)» (Фрэнсис Лэй, Пьер Бароу, Джерри Келлер[англ.])
5. «I Couldn’t Take My Eyes Off You» (Бобби Уиллис[англ.], Клайв Уэстлайк)
6. «Follow me» (Пэдди Робертс[англ.])

## Над альбомом работали
- Ведущий вокал: Силла Блэк
- Продюсер: Джордж Мартин
- Аранжировки и дирижирование: Майк Уикерс[англ.]
- Обложка для альбома: Джон Келли

## Позиция в чартах
| Чарт (1968)     | Позиция |
| --------------- | ------- |
| UK Albums Chart | 7       |